# 背斑梵鰕虎魚
背斑梵鰕虎魚，为輻鰭魚綱虾虎鱼亚目鰕虎鱼科的其中一種，分布於印度西太平洋區，包括東非、馬爾地夫、澳洲、印尼、菲律賓、帛琉、密克羅尼西亞、日本等海域，體長可達13公分。

## 外部連結
- 背斑梵鰕虎魚[永久]